# Walter Röhrl
Walter Röhrl, soms geschreven als Walter Roehrl, (Regensburg, 7 maart 1947) is een Duits voormalig rallyrijder, die actief was in het wereldkampioenschap rally in de jaren zeventig en tachtig. Hij is een tweevoudig wereldkampioen; titels die hij in 1980 met de Fiat 131 Abarth en in 1982 met de Opel Ascona B 400 op zijn naam schreef. In de periode tussen 1975 en 1985 won hij veertien WK-rally's, waarvan vier in Monte Carlo.
Na afloop van zijn carrière in de rallysport, was hij nog enige tijd voor Audi Sport actief op het circuit, met respectievelijk succes. Tegenwoordig representeert hij het merk Porsche, waarvoor hij met name veel werk doet als testrijder. Ook neemt hij zo nu en dan met een van zijn oude rally auto's deel aan historische rally's, zoals de Eiffel Rally, Rally Köln-Ahrweiler, Boucles de Spa Legends en de vermaarde Rally Legend te San Marino.

## Carrière

### Vroege carrière
Walter Röhrl begon op 16-jarige leeftijd te werken voor de bisschop van zijn geboorte- en woonplaats Regensburg, waar hij de taak kreeg als chauffeur te dienen voor de bisschop. Hij wist op die manier jaarlijks meer dan honderdduizend kilometer af te leggen. Hij was ook enige tijd in opleiding om ski-instructeur te worden, maar liet dit vallen, nadat hij was uitgenodigd om een rally te gaan rijden en hij vervolgens besloot zich daar op te gaan richten. Röhrls debuut in de rallysport vond plaats in 1968. Hij wist zich in hoog tempo te profileren in de sport en tijdens de Rallye Wiesbaden in 1971 won Röhrl zijn eerste rallywedstrijd. In 1973 nam Röhrl in een door tuner Irmscher geprepareerde Opel Commodore B Coupé GS/E deel aan enkele WK-rally's, zoals de Rally Monte Carlo.

### Wereldkampioenschap rally

#### 1975-1981

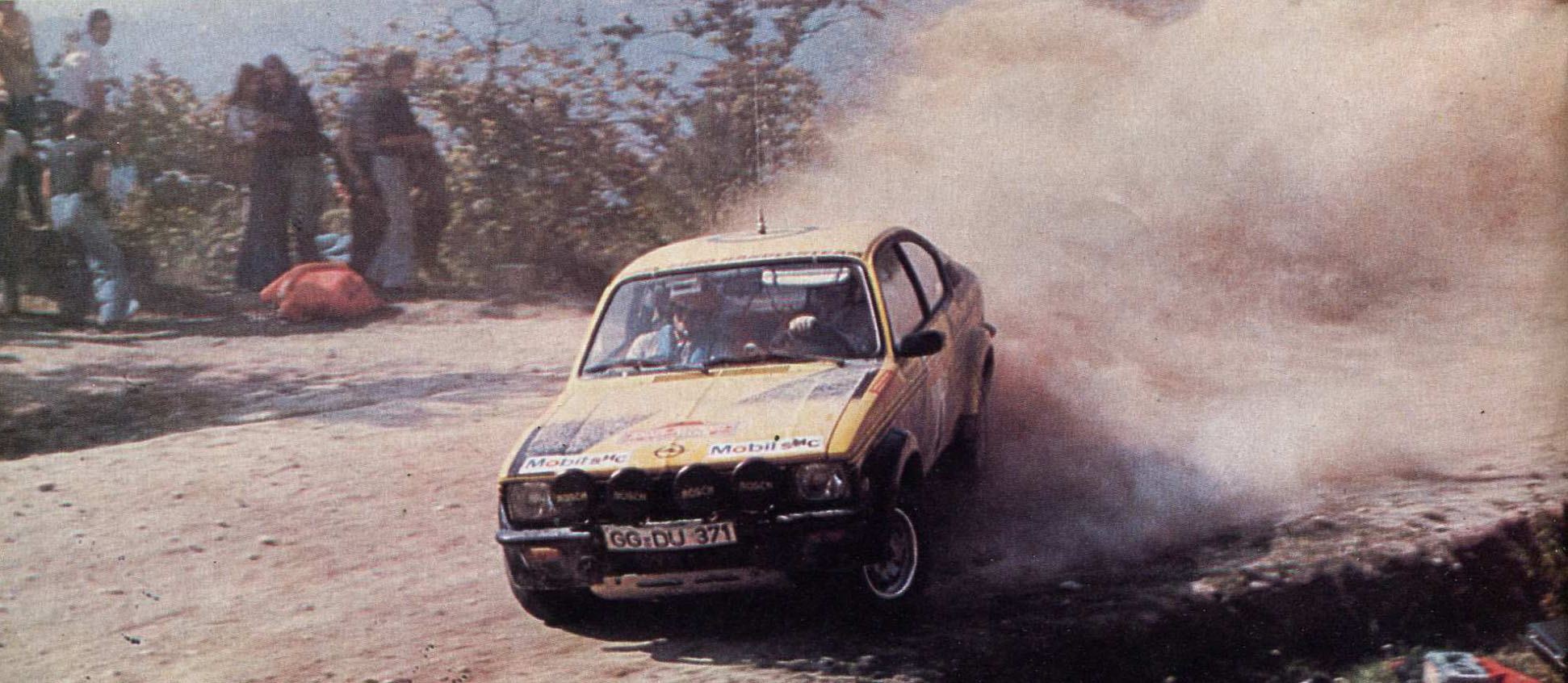
Röhrl actief voor Opel tijdens de Rally van San Remo in 1975

Röhrl werd opgepikt door het Euro Händler Team, onder steun van de fabrieksinschrijving van Opel. Daarmee reed hij in 1974 in het Europees kampioenschap rally, achter het stuur van een Opel Ascona A. Met maar liefst zes overwinningen, schreef hij dat jaar met overtuiging de Europese titel op zijn naam. In 1975 besloot Opel een stap hoger te gaan en Röhrl reed dat jaar een groter programma in het wereldkampioenschap rally afwisselend met de  door Irmscher geprepareerde Opel Commodore B GS/E en als testrijder met de Kadett GT/E. Het seizoen werd gekenmerkt door veelal technische mankementen, maar dit alles werd gecompenseerd met Röhrl's eerste WK-rally overwinning tijdens de Acropolis Rally in Griekenland. Twee qua resultaten moeizame seizoenen zouden nog volgen met Opel, die inmiddels volwaardig met de Kadett GT/E actief waren, maar halverwege 1977 sloot Röhrl zich aan bij het team van Fiat, dat onder preparatie van Abarth deelnamen met de competitieve Fiat 131 Abarth. Met deze auto kwam er in het 1978 seizoen  wederom een overwinning in Griekenland en later wist Röhrl ook nog te winnen in Canada. Ondanks aanbiedingen van Toyota en opnieuw Opel, bleef Röhrl voor Fiat rijden, waarmee hij zijn grootste succes behaalde in het 1980 seizoen, toen hij met vier overwinningen klop gaf aan teamgenoot Markku Alén en voor het eerst wereldkampioen werd bij de rijders. Ondanks deze prestatie, was het echter Röhrl's droom om met een Duitse autofabrikant succesvol te zijn in het WK rally. Het fabrieksteam van Mercedes, dat onder leiding stond van de markante Erich Waxenberger, koos voor een volledig programma in het 1981 seizoen, en waarin Walter Röhrl werd geselecteerd als hun kopman. Echter nadat er twijfel ontstond over de competitiviteit van hun W107-model, besloot Mercedes tot ieders verbazing kort voor de start van het seizoen volledig te stoppen met hun rallyproject, waardoor Röhrl in het korte tijdbestek geen plaats meer kon vinden bij een ander team. Noodgedwongen reed hij dat jaar een programma in het Duits rallykampioenschap in verschillende Porsche-modellen en nam tijdens de WK-ronde in San Remo deel met een Porsche 911, waarmee hij enige tijd leidde, maar uiteindelijk niet finishte.

#### 1982-1987
In het 1982 seizoen kwam Röhrl alsnog bij Opel terecht, inmiddels actief met de Opel Ascona B 400 onder de vlag van het Rothmans Opel Rally Team. Röhrl wist gelijk zijn stempel te drukken door op dominante wijze de openingsronde van het kampioenschap in Monte Carlo op zijn naam te schrijven en daarmee de favorietenrol van de revolutionaire Audi quattro nog even wist te temperen. De vierwielaangedreven quattro bleek gedurende het seizoen wel de bovenliggende hand te hebben, maar Röhrl ging berekend en efficiënt om met zijn materiaal en bleef door een reeks podium resultaten kanshebber op de wereldtitel. Ook bleek de technisch verouderde Opel zeer betrouwbaar en degelijk. Toen voornaamste concurrent Michèle Mouton in Ivoorkust in leidende positie uitviel, en Röhrl vervolgens de overwinning daar over de streep trok, was het tweede behaalde kampioenschap voor de Duitser een feit, waarmee hij de eerste in zijn soort werd en tevens de laatst behaalde rally wereldtitel voor een achterwiel aangedreven auto; een unieke prestatie met de Ascona B 400 tussen de vier wielaangedreven concurrentie. Hij werd in 1982 tevens gehuldigd als Afrikaans rallykampioen. Een conflict met Rothmans Opel teambaas Tony Fall zorgde er echter voor dat Röhrl en Opel uit elkaar gingen en voor 1983 maakte hij een terugkeer bij Abarth, nu actief voor Martini Racing in de Groep B Lancia Rally 037. Röhrl liet gelijk zijn waarde zien met opnieuw een overwinning tijdens de seizoensopener in Monte Carlo. Het seizoen werd gekenmerkt door de machtsstrijd tussen Audi en Lancia, waarin Röhrl ook verrassend twee WK-rally's op onverhard won, in Griekenland en Nieuw-Zeeland, terwijl Audi met hun vierwielaandrijving op dat terrein sterker werd geacht. Deze successen werden beklonken met de constructeurstitel voor Lancia, waar de prioriteit voor het team ook lag. Het rijderskampioenschap moest hij dit keer nalaten aan Audi-rijder Hannu Mikkola, die uiteindelijk ook een groter programma afwerkte. Röhrl maakte er geen geheim van dat de vierwielaandrijving van de Audi quattro volgens hem de ideale oplossing voor de toekomst was en dat het naar eigen zeggen niets meer dan geluk was dat hij nog rally's wist te winnen. Het was daarom ook geen verrassing toen Röhrl zich voor het 1984 seizoen bij Audi aansloot.

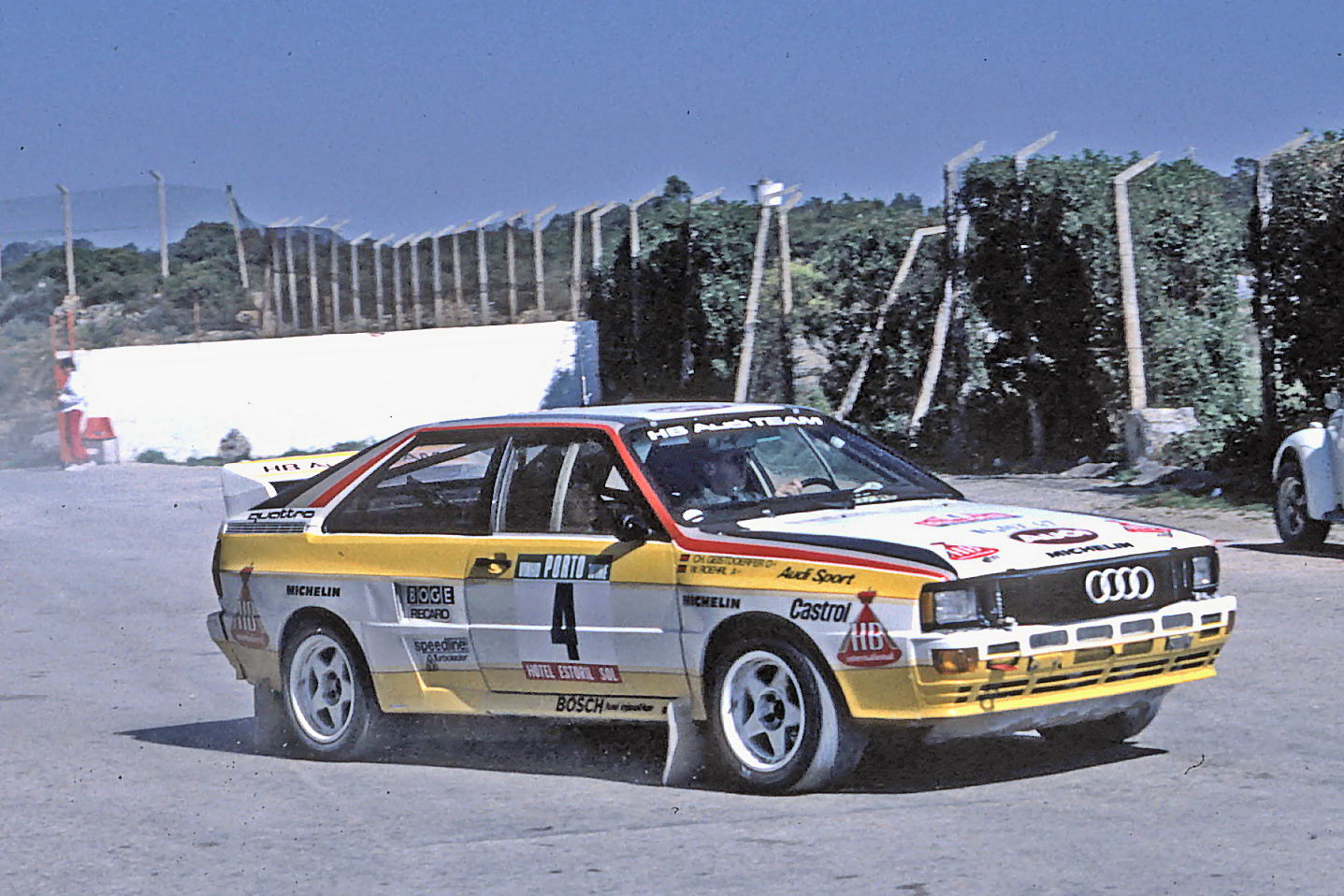
Röhrl demonstreert zijn Audi quattro A2 tijdens de Rally van Portugal in 1984

Een bliksemstart werd gemaakt toen Röhrl een toenmalig record wist neer te zetten door in Monte Carlo voor de vierde keer te winnen in zijn eerste optreden voor Audi. Dit bemoedigende begin kreeg gedurende het seizoen echter geen gevolg. Röhrl reed naar eigen wil geselecteerde evenementen waarin hij dacht dat hij het meest succesvol in kon zijn, maar enkel een finish binnen de punten in Portugal werd hem nog gegeven. Inmiddels achter het stuur van de Sport quattro werd hem een vijfde zege in Monte Carlo tijdens de editie van 1985 ontnomen door een ontketende Ari Vatanen in de Peugeot 205 Turbo 16, en Röhrl begon het 1985 seizoen met een tweede plaats. In Portugal wist hij weer eens te domineren, maar enkele incidenten die leidde tot tijdsverlies zorgde ervoor dat hij moest consolideren voor een derde plaats, een resultaat dat hij later het seizoen wist te herhalen in Nieuw-Zeeland. Met de spectaculaire Sport quattro S1 Evolution 2, een uitgesproken interpretatie (560 pk) van de vrije regelgeving binnen de Groep B klasse, greep Röhrl met overmacht naar de overwinning in San Remo, waar hij het viervoudige aan klassementsproeven won ten opzichte van Timo Salonen die als tweede eindigde. Met dit resultaat wist Röhrl nog derde te eindigen in het rijderskampioenschap. Een sterk veld verscheen aan de start tijdens de seizoensopener in Monte Carlo in 1986, waarin Röhrl even meestreed om de eindoverwinning, maar daar uiteindelijk buiten viel na een reeks aan bandenproblemen; de rally eindigend als vierde. Zijn tweede optreden van het seizoen kwam in Portugal, wat gelijk ook zijn laatste WK-rally van het jaar zou zijn. Een ongeluk van Ford-rijder Joaquim Santos tijdens die rally, waarin enkele toeschouwers om het leven kwamen, had als effect dat alle fabrieksrijders uit protest zich terugtrokken uit het evenement. Later in het seizoen verongelukten Lancia-rijders Henri Toivonen en Sergio Cresto dodelijk tijdens de Rally van Corsica, waardoor Groep B vanaf 1987 een competitieverbod kreeg opgelegd, en Audi zich vervolgens direct terugtrok van al zijn rallyactiviteiten. Onder Groep A reglementen keerde Audi met het 200 quattro-model nog wel terug in 1987 in een gelimiteerd programma, waarmee Röhrl nog twee podium resultaten afdwong voordat hij zijn carrière in het WK rally afsloot.

### Latere carrière

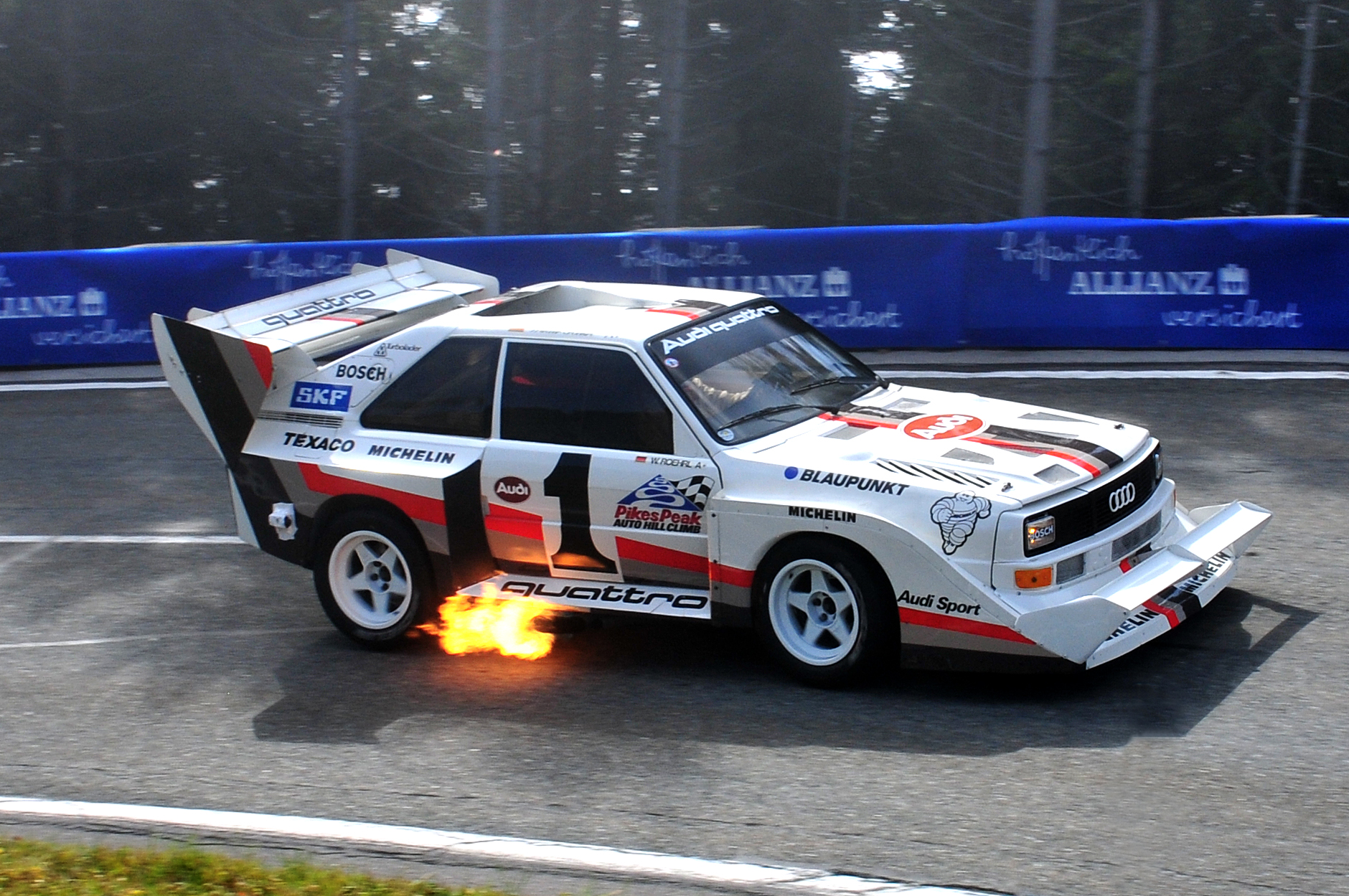
De Audi S1 Pikes Peak gereden door Walter Röhrl tijdens de Rossfeldbergrennen in 2013

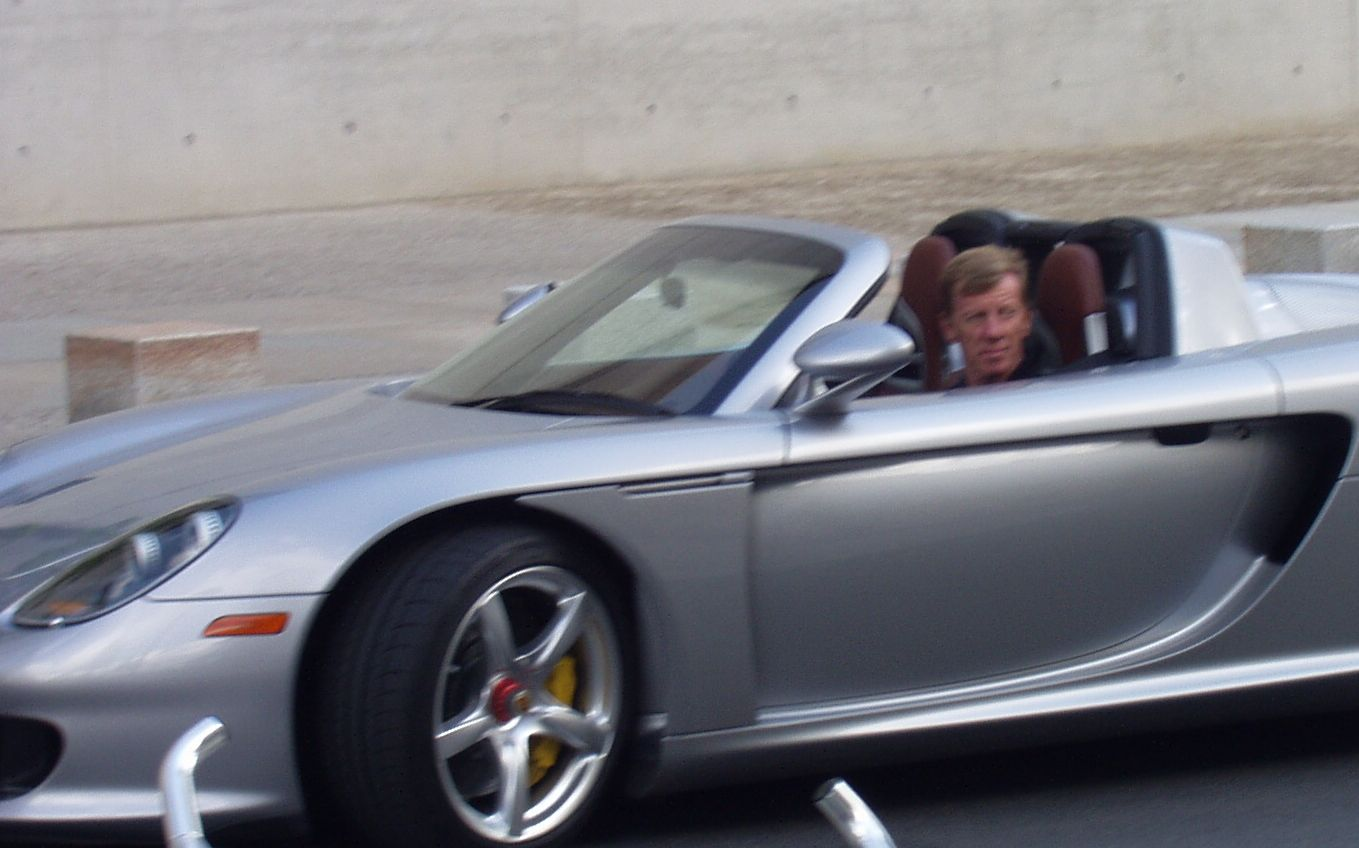
Röhrl achter het stuur van de Porsche Carrera GT in 2003

Hierna ging Röhrl zich op andere disciplines richten. In 1987 nam hij deel aan de Pikes Peak International Hill Climb in Noord-Amerika, waar hij voor Audi met een ruim 600 pk sterke Sport quattro S1 naar een nieuwe recordtijd zou rijden (een tijd die echter het jaar daarop alweer verbeterd zou worden door Ari Vatanen). In de jaren erna maakte Audi de overstap naar het circuit, waarvoor Röhrl nog respectievelijk resultaten wist te boeken, onder andere in Noord-Amerika en in de DTM. Door ex-Formule 1 coureur Niki Lauda werd Röhrl beschreven als een "Genius on Wheels". Tegenwoordig is hij testrijder voor Porsche en was mede-ontwikkelaar van de Carrera GT uit 2004. Hij is sporadisch actief in historische rallyevenementen en demonstraties, waar hij optredens doet in zijn oude rallyauto's. Ook heeft hij door de jaren heen meerdere boeken uitgebracht over zijn ervaringen als rallyrijder. Het bekendste beeldmateriaal van Röhrl is misschien wel de onboard-video uit 1985, waar hij in zijn Audi quattro op hoge snelheid over de Portugese rallywegen draaft, met een massa mensen toekijkend aan de rand van de weg; een video officieel uitgebracht door Audi en een iconisch beeld uit het Groep B-tijdperk in de rallysport.

## Complete resultaten in het wereldkampioenschap rally
| Seizoen | Inschrijving             | Auto                  | 1       | 2       | 3       | 4       | 5       | 6       | 7     | 8       | 9       | 10      | 11      | 12      | 13  | Pos. | Punten |
| ------- | ------------------------ | --------------------- | ------- | ------- | ------- | ------- | ------- | ------- | ----- | ------- | ------- | ------- | ------- | ------- | --- | ---- | ------ |
| 1973    | Walter Röhrl             | Opel Commodore GS/E   | MON DNF | ZWE     | POR     | KEN     | MAR     | GRI     | POL   | FIN     |         |         |         |         |     | N/A  | N/A    |
| 1973    | Walter Röhrl             | Opel Ascona           |         |         |         |         |         |         |       |         | OOS DNF | ITA     | VST     |         |     | N/A  | N/A    |
| 1973    | Irmscher Tuning          | Opel Ascona           |         |         |         |         |         |         |       |         |         |         |         | GBR DNF | FRA | N/A  | N/A    |
| 1974    | Opel Euro Händler Team   | Opel Ascona           | POR DNF | KEN     | FIN     | ITA     | CAN     | VST     | GBR 5 | FRA     |         |         |         |         |     | N/A  | N/A    |
| 1975    | Opel Euro Händler Team   | Opel Ascona           | MON DNF | ZWE     | KEN     | GRI 1   | MAR DNF | POR DNF | FIN   |         |         |         |         |         |     | N/A  | N/A    |
| 1975    | Opel Euro Händler Team   | Opel Kadett GT/E      |         |         |         |         |         |         |       | ITA DNF | FRA     | GBR DNF |         |         |     | N/A  | N/A    |
| 1976    | Opel Euro Händler Team   | Opel Kadett GT/E      | MON 4   | ZWE     | POR DNF | KEN DNF | GRI     | MAR     | FIN   | ITA DNF | FRA DNF | GBR DNF |         |         |     | N/A  | N/A    |
| 1977    | Opel Euro Händler Team   | Opel Kadett GT/E      | MON DNF | ZWE     | POR     | KEN     | NZL     | GRI DNF | FIN   |         |         |         | GBR DNF |         |     | N/A  | N/A    |
| 1977    | Fiat S.p.A.              | Fiat 131 Abarth       |         |         |         |         |         |         |       | CAN DNF | ITA DNF | FRA     |         |         |     | N/A  | N/A    |
| 1978    | Fiat Alitalia            | Fiat 131 Abarth       | MON 4   | ZWE     | POR DNF | KEN     | GRI 1   | FIN     | CAN 1 | ITA DNF | IVK     | FRA     | GBR 6   |         |     | N/A  | N/A    |
| 1979    | Fiat Alitalia            | Fiat 131 Abarth       | MON DNF | ZWE     | POR     | KEN 8   | GRI     | NZL     | FIN   | ITA 2   | CAN     | FRA     | GBR 8   | IVK     |     | 9    | 21     |
| 1980    | Fiat Italia              | Fiat 131 Abarth       | MON 1   | ZWE     | POR 1   | KEN     | GRI 5   | ARG 1   | FIN   | NZL 2   |         | FRA 2   | GBR     | IVK     |     | 1    | 118    |
| 1980    | Jolly Club               | Fiat 131 Abarth       |         |         |         |         |         |         |       |         | ITA 1   |         |         |         |     | 1    | 118    |
| 1981    | Eminence                 | Porsche 911 SC        | MON     | ZWE     | POR     | KEN     | FRA     | GRI     | ARG   | BRA     | FIN     | ITA DNF | IVK     | GBR     |     | –    | 0      |
| 1982    | Rothmans Opel Rally Team | Opel Ascona 400       | MON 1   | ZWE 3   | POR DNF | KEN 2   | FRA 4   | GRI 2   | NZL 3 | BRA 2   | FIN     | ITA 3   | IVK 1   | GBR     |     | 1    | 109    |
| 1983    | Martini Racing           | Lancia Rally 037      | MON 1   | ZWE     | POR 3   | KEN     | FRA 2   | GRI 1   | NZL 1 | ARG     | FIN     | ITA 2   | IVK     | GBR     |     | 2    | 102    |
| 1984    | Audi Sport               | Audi quattro A2       | MON 1   | ZWE     | POR 6   | KEN     |         |         |       |         |         |         |         |         |     | 11   | 26     |
| 1984    | Audi Sport               | Audi Sport quattro    |         |         |         |         | FRA DNF | GRI DNF | NZL   | ARG     | FIN     | ITA DNF | IVK     | GBR     |     | 11   | 26     |
| 1985    | Audi Sport               | Audi Sport quattro    | MON 2   | ZWE DNF | POR 3   | KEN     | FRA DNF | GRI DNF | NZL 3 | ARG     | FIN     |         |         |         |     | 3    | 59     |
| 1985    | Audi Sport               | Audi Sport quattro E2 |         |         |         |         |         |         |       |         |         | ITA 1   | IVK     | GBR DNF |     | 3    | 59     |
| 1986    | Audi Sport               | Audi Sport quattro E2 | MON 4   | ZWE     | POR DNF | KEN     | FRA     | GRI     | NZL   | ARG     | FIN     | IVK     | ITA     | GBR     | VST | 22   | 10     |
| 1987    | Audi Sport               | Audi 200 quattro      | MON 3   | ZWE     | POR     | KEN 2   | FRA     | GRI DNF | VST   | NZL     | ARG     | FIN     | IVK     | ITA     | GBR | 11   | 27     |

Noot:
- Het concept van het wereldkampioenschap rally tussen 1973 en 1976 hield in dat er enkel een kampioenschap open stond voor constructeurs.
- In 1977 en 1978 werd de FIA Cup for Drivers georganiseerd. Hierin meegerekend alle WK-evenementen, plus tien evenementen buiten het WK om.

#### Overwinningen
| #  | Seizoen | Rally                                  | Navigator             | Auto                  |
| -- | ------- | -------------------------------------- | --------------------- | --------------------- |
| 1  | 1975    | 22nd Acropolis Rally                   | Jochen Berger         | Opel Ascona           |
| 2  | 1978    | 25th Acropolis Rally                   | Christian Geistdörfer | Fiat 131 Abarth       |
| 3  | 1978    | 6ème Critérium Molson du Québec        | Christian Geistdörfer | Fiat 131 Abarth       |
| 4  | 1980    | 48ème Rallye Automobile de Monte-Carlo | Christian Geistdörfer | Fiat 131 Abarth       |
| 5  | 1980    | 14º Rallye de Portugal Vinho do Porto  | Christian Geistdörfer | Fiat 131 Abarth       |
| 6  | 1980    | 2º Rally Codasur                       | Christian Geistdörfer | Fiat 131 Abarth       |
| 7  | 1980    | 22º Rallye Sanremo                     | Christian Geistdörfer | Fiat 131 Abarth       |
| 8  | 1982    | 50ème Rallye Automobile de Monte-Carlo | Christian Geistdörfer | Opel Ascona 400       |
| 9  | 1982    | 14ème Rallye Côte d'Ivoire             | Christian Geistdörfer | Opel Ascona 400       |
| 10 | 1983    | 51ème Rallye Automobile de Monte-Carlo | Christian Geistdörfer | Lancia Rally 037      |
| 11 | 1983    | 30th Acropolis Rally                   | Christian Geistdörfer | Lancia Rally 037      |
| 12 | 1983    | 14th Sanyo Rally of New Zealand        | Christian Geistdörfer | Lancia Rally 037      |
| 13 | 1984    | 52ème Rallye Automobile de Monte-Carlo | Christian Geistdörfer | Audi quattro A2       |
| 14 | 1985    | 27º Rallye Sanremo                     | Christian Geistdörfer | Audi Sport quattro E2 |

## Overige internationale overwinningen

#### Europees kampioenschap rally
| Seizoen | Rally                       | Navigator        | Auto             |
| ------- | --------------------------- | ---------------- | ---------------- |
| 1972    | Sachs Rally Baltic          | Jochen Berger    | Ford Capri       |
| 1973    | Czech Rally                 | Jochen Berger    | Opel Ascona      |
| 1973    | 7° Donau-Rallye             | Jochen Berger    | Opel Ascona      |
| 1973    | München-Wien-Budapest Rally | Jochen Berger    | Opel Ascona      |
| 1974    | 24th Tulip Rally            | Jochen Berger    | Opel Ascona      |
| 1974    | Firestone Rally             | Jochen Berger    | Opel Ascona      |
| 1974    | Rallye Wiesbaden            | Jochen Berger    | Opel Ascona      |
| 1974    | Czech Rally                 | Jochen Berger    | Opel Ascona      |
| 1974    | 8° Donau-Rallye             | Jochen Berger    | Opel Ascona      |
| 1974    | Rally Lugano                | Jochen Berger    | Opel Ascona      |
| 1976    | 12th 24 Heures d´Ypres      | Willi-Peter Pitz | Opel Kadett GT/E |